# Qostanay

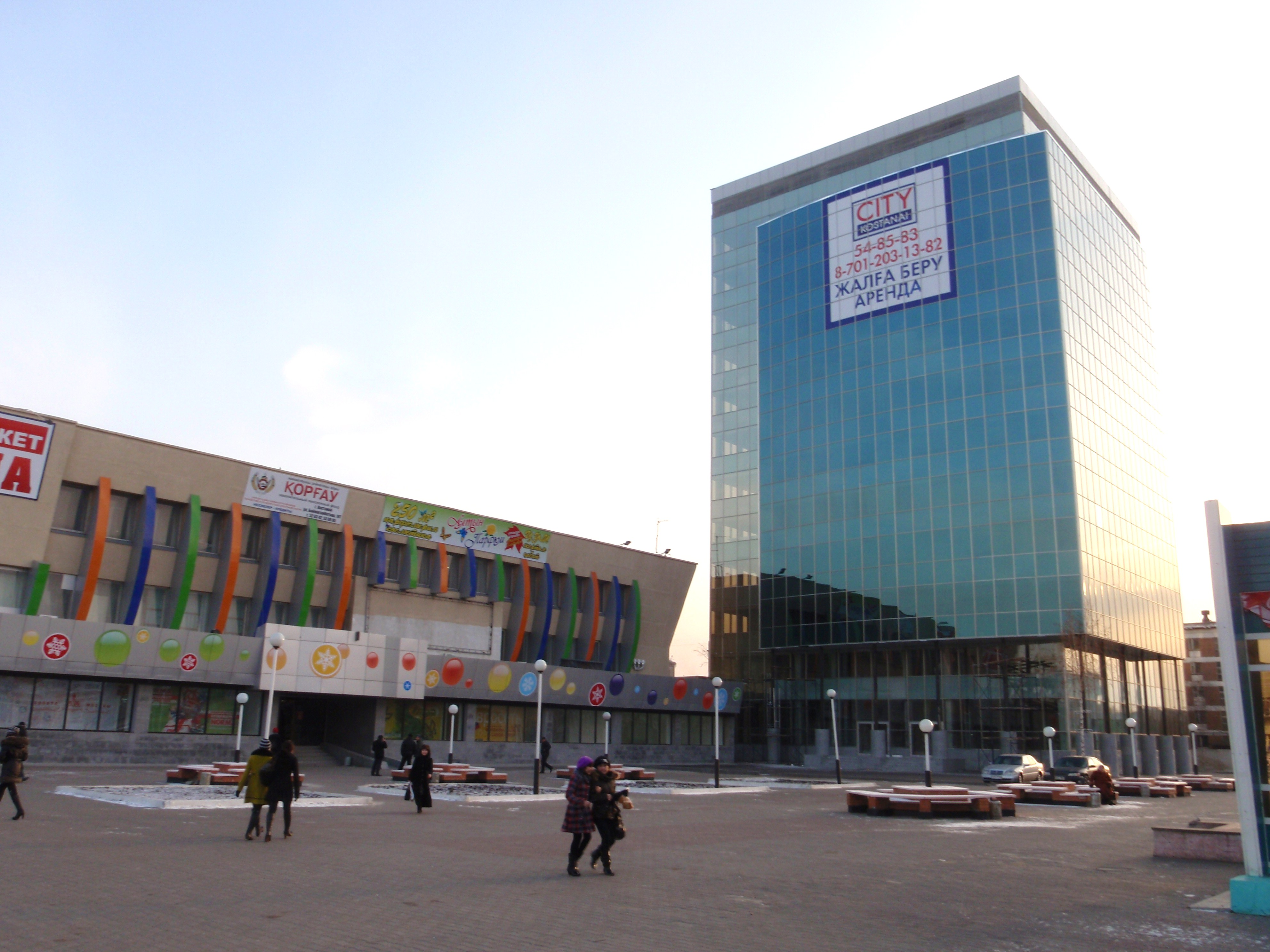
Centro de Qostanay.

Qostanay ou Kostanay (Қостанай, em cazaque) ou Kustanaj (Костанай, em russo) é uma cidade localizada no norte do Cazaquistão, banhada pelo rio Tobol. Pode ser chamada ainda de Qostanai, Kostanay ou Kostanai. É a capital da região de Qostanay. Sua população é de aproximadamente 230.000 habitantes.